# U-3518
U-3518 – niemiecki okręt podwodny (U-Boot) typu XXI z okresu II wojny światowej. Okręt wszedł do służby w 1944 roku.

## Historia
Zamówienie na budowę okrętu zostało złożone w stoczni F.Schichau GmbH w Gdańsku. Rozpoczęcie budowy okrętu miało miejsce 12 września 1944. Wodowanie nastąpiło 11 listopada 1944, przekazanie do służby 29 grudnia 1944. Dowódcą U-3518 został kapitänleutnant (kapitan marynarki) Herbert Brünning.
Okręt odbywał szkolenie początkowo w 8. Flotylli w Gdańsku, a od 16 lutego 1945 w 5. Flotylli w Kilonii.
Zatopiony przez własną załogę 3 maja 1945 w Kilonii w ramach operacji Regenbogen. Po wojnie wrak okrętu podniesiono i złomowano.